# Place de la femme dans l’Athènes classique

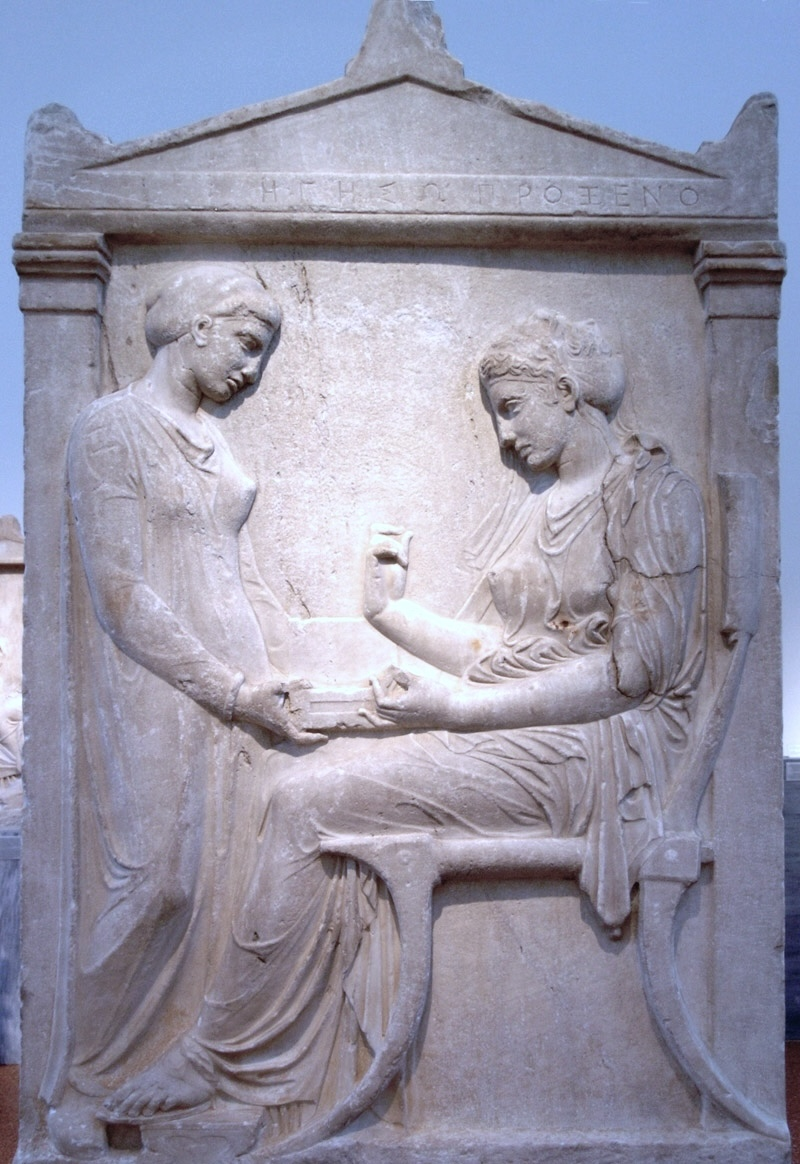
La stèle funéraire de Hegeso (410-400 avant J.-C.) est l'un des meilleurs exemples de stèles funéraires attiques. À partir de 450 environ, les monuments funéraires athéniens représentent de plus en plus la femme à mesure que son importance civique augmente.

L'étude de la vie de la femme à l'époque de l'Athènes classique est une partie importante de l'érudition classique depuis les années 1970. La vie de la femme athénienne est connue par des sources littéraires, relativement abondantes mais d'interprétation délicate, tragédies, comédies, orateurs, historiens d'époque classique ou romaine, complétées par des sources archéologiques provenant de l'épigraphie, des anciens habitats et de la céramique. Les sources écrites ont été rédigées par des hommes et il n'y a pas de témoignage connu d'une femme athénienne classique écrivant sur sa propre vie.
La femme de l'Athènes classique ne reçoit pas une éducation institutionnelle, sa mère lui a plutôt enseigné les compétences dont elle aura besoin pour gérer un ménage. Elle se marie jeune, souvent avec un homme beaucoup plus âgé. Lorsqu'elle est mariée, la femme athénienne a deux rôles principaux : enfanter et gérer le ménage.
La femme athénienne idéale ne sort pas en public ni n'interagit avec des hommes avec lesquels elle n'est pas apparentée, bien que cette idéologie de l'isolement ne soit strictement pratiquée que dans les familles riches. Dans la plupart des ménages, la femme doit sortir pour se rendre au marché et puiser de l'eau, donc passer du temps à l'extérieur de la maison où les interactions avec les hommes sont possibles.
Légalement, les droits de la femme sont limités. Elle n'est pas autorisée à participer à la vie politique et la femme athénienne n'est pas autorisée à se représenter en justice, bien qu'il semble que la femme métèque puisse le faire (Un métèque est un étranger résidant — libre, mais sans les droits et privilèges de la citoyenneté). Il lui est également interdit d'effectuer des transactions économiques d'une valeur supérieure à un montant nominal. Cependant, il semble que cette restriction ne soit pas toujours respectée. Surtout dans les familles pauvres, la femme travaille pour gagner de l'argent et est responsable des tâches ménagères telles que la cuisine et le lavage des vêtements. La femme athénienne a une capacité limitée à posséder des biens ; elle reçoit une dot lors du mariage, qu'elle récupère en cas de divorce, et peut être transmetteuse d'héritage si elle n'a pas de frère.
Le domaine de la vie civique auquel la femme athénienne peut librement participer est la sphère religieuse et rituelle. Elle participe à de nombreuses activités rituelles mixtes. Le culte d'Athéna Polias, dont la prêtresse a une influence sociale notable, revêt une importance particulière. La femme joue un rôle important dans les Panathénées, festival annuel en l'honneur d'Athéna, et les Thesmophories, célébrées en l'honneur de Déméter. Elle joue également un rôle important dans les rituels religieux domestiques.

## Historiographie

### Sources
« On ne peut pas dire trop fortement ou trop fréquemment que la sélection de textes de livres dont nous disposons actuellement ne représente pas la société grecque dans son ensemble. »

— John J. Winkler, The Constraints of Desire: The Anthropology of Sex and Gender in Ancient Greece
Les principales sources sur la vie de la femme dans l'Athènes classique sont littéraires, politiques juridiques et artistiques. Comme la femme joue un rôle de premier plan dans une grande partie de la littérature athénienne, il semble au départ qu'il existe de nombreuses preuves de la vie et des expériences de celle-ci. Cependant, les preuves littéraires qui subsistent sont écrites uniquement par des hommes : les historiens anciens n'ont pas d'accès direct aux croyances et aux expériences de la femme athénienne classique. C'est à cause de cela que John J. Winkler écrit dans The Constraints of Desire que « la plupart de nos documents survivants ne peuvent tout simplement pas être pris pour argent comptant lorsqu'ils parlent de femmes. ».
Selon Sarah B. Pomeroy, « les tragédies ne peuvent pas être utilisées comme source indépendante pour la vie de la femme moyenne » car sa position dans la tragédie est dictée par son rôle dans les mythes préclassiques utilisés comme sources. Cependant, pour A.W. Gomme en 1925, « la position de la femme à Athènes aux cinquième et quatrième siècles » s’appuie fortement sur la tragédie comme source et soutient que la tragédie athénienne classique modèle ses personnages féminins sur la vie de la femme contemporaine. La pertinence de la comédie comme preuve est également contestée. Pomeroy écrit que puisqu'elle traite plus souvent de gens ordinaires que de héros et héroïnes mythologiques, la comédie est une source plus fiable que la tragédie pour l'histoire sociale. Gomme, cependant, n'accorde à la comédie qu'une confiance limitée « car tout peut arriver à Aristophane ».
Une autre source importante vient des discours juridiques des orateurs attiques. Étant donné que beaucoup concernent l'héritage, ils sont de précieuses sources de l'attitude athénienne envers le sexe et la famille. Bien que ces sources doivent être traitées avec prudence car les procès dans l'Athènes classique sont « essentiellement des luttes rhétoriques », elles sont utiles pour obtenir des informations sur les idéologies du genre, de la famille et du ménage. Ces discours contiennent des références fréquentes aux lois athéniennes, et même les textes originaux de celles-ci. Ainsi, le discours Contre Nééra, conservé parmi les œuvres de Démosthène, contient une loi sur l'adultère qui n'est pas attestée autrement.
Les preuves archéologiques et iconographiques offrent un éventail de perspectives plus large que la littérature. Les producteurs d'art antique athénien sont connus pour avoir inclus des métèques. Une partie de cet art peut avoir été produite par des femmes et des enfants. Bien que l'art, en particulier la poterie, les stèles funéraires et les figurines, est utilisé par un plus large éventail de personnes que la plupart de la littérature athénienne, y compris les femmes et les enfants et l'imprécision de l'iconographie de l'art classique sur la société.

### Approches historiographiques
Avant le XXe siècle, et dans certains cas jusque dans les années 1940, les historiens considèrent les anciennes sources littéraires comme des preuves de la vie des femmes dans le monde antique. Cette attitude change à partir du milieu du XXe siècle. Les premières innovations dans l'étude des femmes dans l'histoire ancienne commencent en France, lorsque l'École des Annales s'intéresse davantage aux groupes sous-représentés. Influencée par le féminisme de la deuxième vague, l'étude de la femme dans l'Antiquité se généralise dans le monde anglophone dans les années 1970. Depuis, le montant des bourses d'études sur la femme dans le monde antique augmente considérablement. La première publication américaine importante dans ce domaine est un numéro spécial de 1973 de la revue Arethusa qui examine la femme dans le monde antique sous un angle féministe. En 1975, Sarah Pomeroy publie la première édition de Déesses, putains, épouses et esclaves, décrite comme « l'inauguration des études féminines au sein des classiques ».
Cependant, les études classiques restent un domaine « notoirement conservateur » et, de 1970 à 1985, seuls quelques articles sont publiés dans les principales revues. En 1976, une seule revue a pu couvrir « tout le domaine de la recherche récente sur la femme dans toute l'antiquité classique ». Cependant, en 1980, l'écriture sur la femme dans l'Athènes classique est qualifiée de « tendance positive » et, en 1989, les études sur la femme sont décrites comme « l'un des points de croissance les plus excitants » des classiques.
En 2000, une revue de livres sur la femme de la Grèce antique publiée sur une période de trois ans compte dix-huit œuvres sans pour cela être exhaustive. La gamme de sujets traités par les historiennes des femmes augmente considérablement ; en 1980, la question du statut de la femme est le sujet le plus important mais en 2000, les chercheurs travaillent également sur « le genre, le corps, la sexualité, la masculinité et d'autres sujets ».
Jusqu'aux années 1980, les universitaires féminines de l'Athènes classique s'intéressent principalement à la condition féminine et à la façon dont elles sont perçus par les hommes. Les premières études féministes affirment que la femme est importante dans l'histoire ancienne et montrent comment elles sont alors opprimées. Les premiers érudits soutiennent que la femme athénienne a une place « ignoble », mais en 1925 cet avis est contesté par A.W. Gomme qui soutient que la femme a un statut social élevé malgré ses droits légaux limités ; son point de vue est depuis partagé par d'autres chercheurs. Pomeroy attribue la variété des points de vue aux types de preuves que les chercheurs utilisent, ceux qui plaident pour le statut élevé de la femme athénienne citent principalement la tragédie et ceux qui s'y opposent mettent l'accent sur les orateurs.
L'historien français Maurice Sartre souligne la virulence des débats dans les années 1930-1960 : « Les conservateurs voyaient dans le rôle effacé de la femme grecque la condition d'une saine gestion de la société dans son ensemble ; les novateurs ne pouvaient imaginer qu'une société démocratique ait confiné les femmes dans un état subalterne ». Les travaux des historiens gagnent en sérénité à partir des années 1960 quand les droits des femmes deviennent une chose admise et que, pour les défendre, « il n'est plus nécessaire d'invoquer Athènes ».
Un certain nombre de disciplines connexes sont mises à contribution pour l'étude de la vie familiale ancienne depuis la Seconde Guerre mondiale, avec The Family in Classical Greece de W.K. Lacey en 1968. L' histoire de l'enfance est apparue comme une sous-discipline de l'histoire au cours des années 1960 et d'autres disciplines comme l'étude de la médecine ancienne sont influencées par des approches féministes.

## Enfance
La mortalité infantile est courante dans l'Athènes classique, avec environ 25% d'enfants morts à la naissance. En plus des risques naturels de l'accouchement, les anciens Athéniens pratiquent l'infanticide ; selon Sarah Pomeroy, les filles sont plus susceptibles d'être tuées que les garçons. Donald Engels soutient qu'un taux élevé d'infanticide féminin est « démographiquement impossible » bien que d'autres chercheurs comme Mark Golden rejettent cet argument,.
Janet Burnett Grossman écrit que les filles semblent être commémorées aussi souvent que les garçons sur les pierres tombales découvertes, alors que des études antérieures suggèrent que les garçons sont commémorés jusqu'à deux fois plus souvent. Les enfants athéniens survivants reçoivent un nom lors d'une cérémonie (le dekate) dix jours après leur naissance. D'autres cérémonies athéniennes célébrant l'accouchement (cinq, sept et quarante jours après la naissance) sont également attestées. Les rites paraissent plus courants et élaborés pour les garçons que pour les filles.
Les filles athéniennes classiques atteignent probablement la puberté (ménarche) vers l'âge de 14 ans, une fois mariées. Les filles mortes avant le mariage sont pleurées pour leur incapacité à atteindre la maturité. Les vases commémoratifs pour les filles mortes les représentent souvent habillés en mariées et ont parfois la forme de loutrophoroi (vases qui contenant de l'eau utilisée pour se baigner avant le jour du mariage).

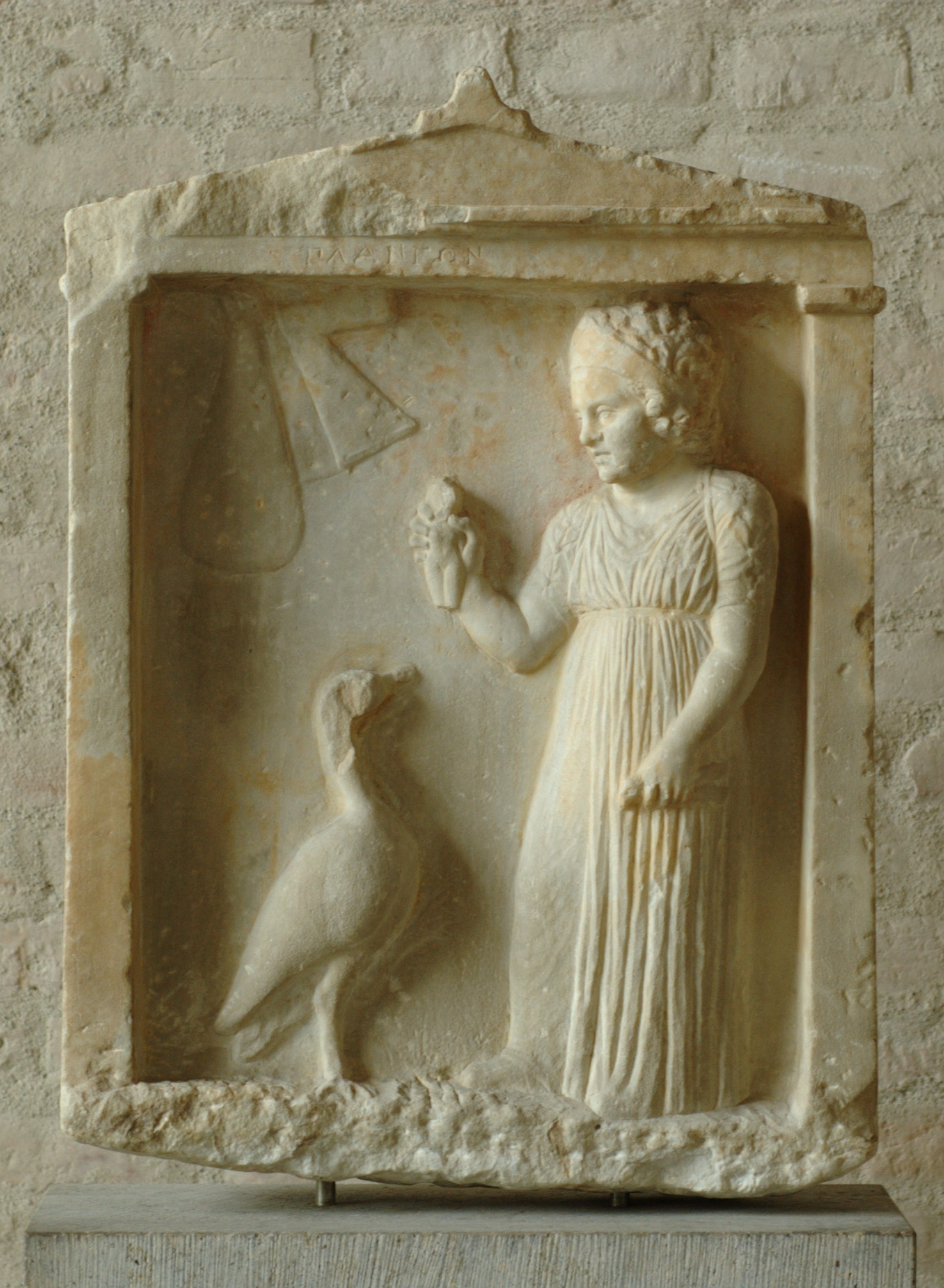
Stèle funéraire de Plangon, Athènes, v. 310 av. J.-C.

Les filles athéniennes ne sont pas formellement éduquées, leur mère leur enseignent les compétences domestiques nécessaires pour gérer un ménage. L'éducation formelle des garçons comprend la rhétorique, nécessaire à une participation politique efficace, et une éducation physique en préparation à leur service militaire comme éphèbe. Ces compétences ne sont pas jugées nécessaires pour la femme. L'art classique montre des filles et des garçons jouant avec des jouets comme des toupies, des cerceaux et des balançoires, et pratiquant des jeux tels que le ferroutage. La pierre tombale de Plangon, une Athénienne âgée d'environ cinq ans, exposée à la Glyptothèque de Munich, la montre tenant une poupée ; un ensemble d'osselets figure sur un mur en arrière-plan.
On en sait plus sur le rôle des enfants athéniens dans la religion que sur tout autre aspect de leur vie, et ils semblent avoir joué un rôle de premier plan dans les cérémonies religieuses. Les filles font des offrandes à Artémis la veille de leur mariage, pendant la grossesse et à l'accouchement. Bien que les filles et les garçons apparaissent sur les cruches à vin liées à la fête du début du printemps des Anthestéries, les représentations de garçons sont beaucoup plus courantes.

## La vie de famille

### Le mariage

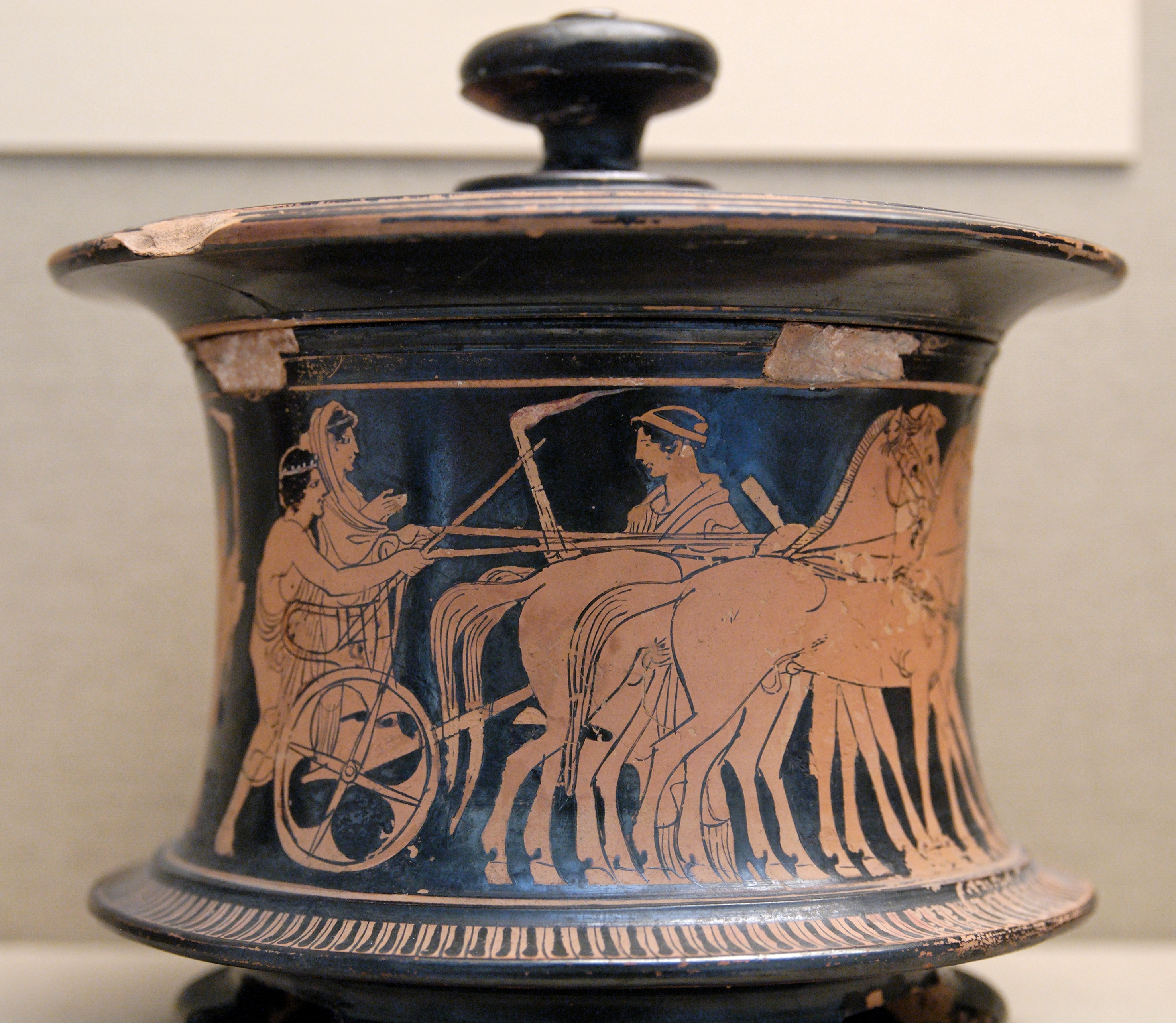
Le mariage était considéré comme la partie la plus importante de la vie d'une femme athénienne libre. Cette boîte, connue sous le nom de pyxis, aurait été utilisée pour contenir des bijoux ou des cosmétiques pour femme et est décorée d'une scène de procession de mariage.

Le rôle principal de la femme libre dans l'Athènes classique est de se marier et d'avoir des enfants. La jeune fille nouvellement mariée n’est pas avantagée par rapport à sa situation précédente, elle passe d’un état de soumission à son père à un état de soumission à son mari. L'accent mis sur le mariage comme moyen de perpétuer la famille par la procréation a changé par rapport à l'Athènes archaïque, lorsque (au moins parmi les puissants) les mariages visaient autant à établir des liens qu'à perpétuer la famille. La femme athénienne se marie généralement pour la première fois vers l'âge de quatorze ans, avec un homme beaucoup plus âgé,. Avant cela, elle est gardée par son plus proche parent masculin qui est responsable du choix du mari. Le droit du mari s'étend jusqu'à pouvoir choisir un nouveau mari pour sa veuve dans son testament et la mariée n'a rien à dire à cette décision. Comme le mariage athénien classique a pour finalité la procréation d'enfants pouvant hériter des biens de leurs parents, la femme épouse souvent des membres de sa parenté. C'est particulièrement le cas des femmes sans frères (epikleros), dont le parent masculin le plus proche peut revendiquer en premier le droit de l'épouser.

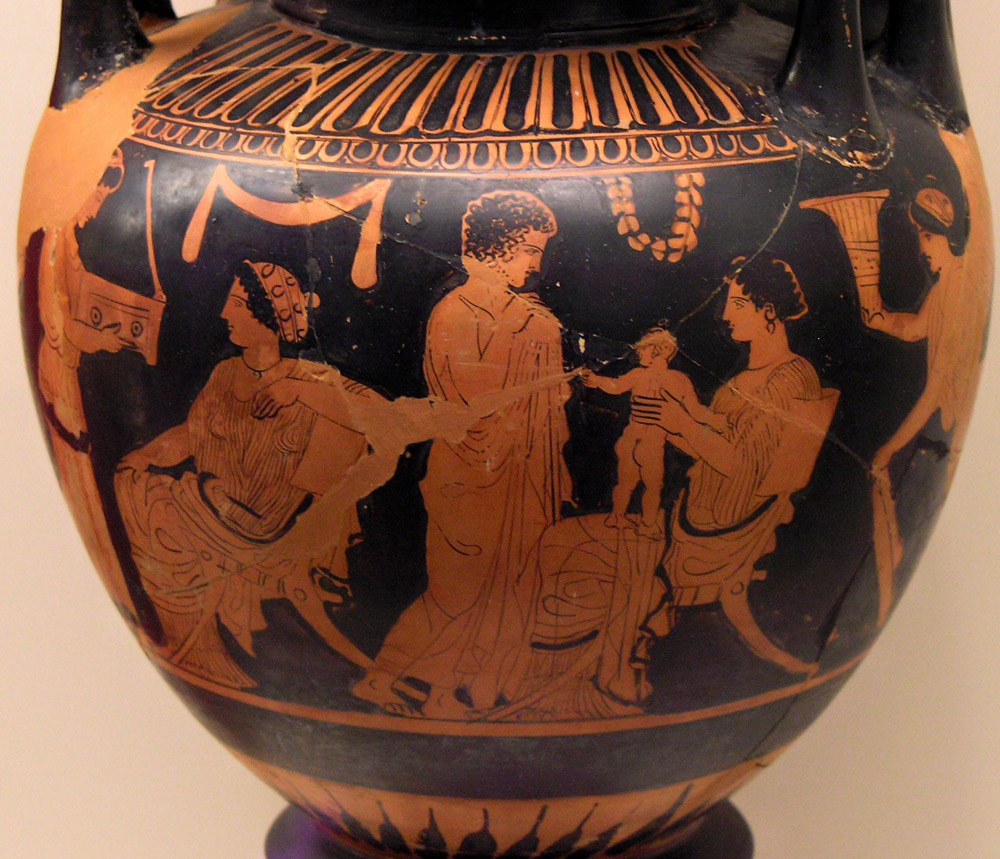
Scène familiale de gynécée, lébès nuptial à figures rouges, v. 430 av. J.-C.

Le mariage le plus souvent implique des fiançailles (Engue), avant que la mariée soit consacrée à son nouveau mari et Kyrios (ekdosis). Une forme de mariage moins courante, pratiquée dans le cas des epikleroi, nécessite une décision de justice (epidikasia). La femme athénienne se marie avec une dot destinée à assurer sa subsistance et qui représente jusqu'à 25% de la richesse de la famille. Les filles des familles les plus pauvres ont apparemment une dot d'une valeur de dix mines. Les familles riches fournissent des dot beaucoup plus importantes ; la sœur de Démosthène, par exemple, a une dot de deux talents (120 minae). Les dots consistent généralement en biens mobiliers et en espèces, bien que des terrains sont parfois inclus.
Ce n'est que dans des circonstances exceptionnelles qu'il n'y a pas de dot, car son absence est interprétée comme la preuve qu'il n'y a pas eu de mariage légitime. Une dot peut avoir été négligée si le rang social de la famille de la mariée est élevé ; Callias aurait épousé Elpinice, une fille des nobles Philaïdes, pour rejoindre cette famille et était suffisamment riche pour que son manque de dot ne le préoccupe pas.
La femme mariée est responsable de la gestion quotidienne du ménage, de la prospérité du ménage, du mari et de la santé des membres de la famille. Leurs principales responsabilités sont de porter, élever et de prendre soin des enfants, de tisser et de confectionner des vêtements. Elles seraient également chargées de s'occuper des membres malades du ménage, de superviser les esclaves et de s'assurer que le ménage a suffisamment de nourriture.
Dans le mariage athénien classique, le mari ou la femme peut légalement entamer un divorce. Le plus proche parent masculin de la femme (qui est son kyrios si elle n'est pas mariée) pourrait le faire même contre la volonté réciproque du couple. Après le divorce, le mari doit restituer la dot ou payer 18% d'intérêt par an pour que la femme puisse continuer à vivre et se remarier. S'il y a des enfants au moment du divorce, ils restent dans la maison de leur père qui est responsable de leur éducation. Si une femme commet un adultère, son mari est légalement tenu de divorcer. Une epikleros mariée serait divorcée pour pouvoir épouser son parent le plus proche.

### Isolement
Dans l'Athènes classique, les femmes restent idéalement à l'écart des hommes. Cette idéologie de séparation est si forte que l'orateur Lysias peut invoquer comme preuve de la respectabilité de son client que sa sœur et ses nièces avaient honte d'être en présence de leurs parents masculins. Certains historiens acceptent cette idéologie comme étant une description précise de la façon dont les femmes athéniennes vivent leur vie ; W.B. Tyrrell, par exemple, déclare : « La porte extérieure de la maison est la frontière pour les femmes libres ». Cependant, même dans l'Antiquité, il était admis que cette règle ne s'appliquait pas à toutes les classes sociales ; Aristote, dans sa Politique, demande : « Comment est-il possible d'empêcher les femmes des pauvres de sortir ? ». Une femme de milieu modeste peut travailler aux champs avec son mari, ou comme vendeuse sur l'Agora, mais cela implique un statut social inférieur : Démosthène raille son adversaire Eschine en rappelant qu'il a pour mère une marchande de primeurs ; dans un autre plaidoyer, Contre Euboulidès, le même Démosthène se donne beaucoup de mal pour justifier la mère de son client qui, de naissance respectable, est tombée dans la nécessité et a dû se louer comme nourrice puis vendeuse de rubans.
L'idéal selon lequel les femmes respectables doivent rester hors de la vue du public est tellement ancré dans l'Athènes classique que le simple fait de nommer une citoyenne peut être une source de honte. Les prêtresses sont le seul groupe de femmes à être exemptées de cette règle. Thucydide, dans son Histoire de la guerre du Péloponnèse, fait dire à Périclès s'adressant aux familles des soldats tués : « S'il me faut aussi faire mention des femmes réduites au veuvage, j'exprimerai ma pensée en une brève exhortation : toute leur gloire consiste à ne pas se montrer inférieures à leur nature et à faire parler d'elles parmi les hommes le moins possible, en bien ou en mal ». Les femmes sont identifiées par leurs relations avec les hommes ce qui peut créer de la confusion si deux sœurs sont toutes les deux appelées filles (ou sœurs) du même homme. Dans les discours devant les tribunaux, où la position d'une femme est souvent un point clé (en particulier dans les affaires de succession), les orateurs semblent avoir délibérément évité de les nommer. Bien que Démosthène parle de sa mère et de sa sœur dans cinq discours relatifs à son héritage, aucune n'est jamais nommée ; dans son corpus de travaux existants, seules 27 femmes sont nommées, contre 509 hommes. L'utilisation du nom d'une femme, comme dans le cas de Nééra et Phano dans le discours d'Apollodore (en) Contre Nééra, est interprétée comme impliquant qu'elle n'est pas respectable. John Gould écrit que les femmes nommées par les orateurs athéniens classiques peuvent être divisées en trois groupes : les femmes de bas statut, les adversaires de l'orateur (présentées comme « une nette extension de la première catégorie ») et les défuntes. Désigner par leur nom Phano et sa mère, l'ex-prostituée Nééra, est une stratégie rhétorique amenant le jury à les considérer comme peu recommandables.

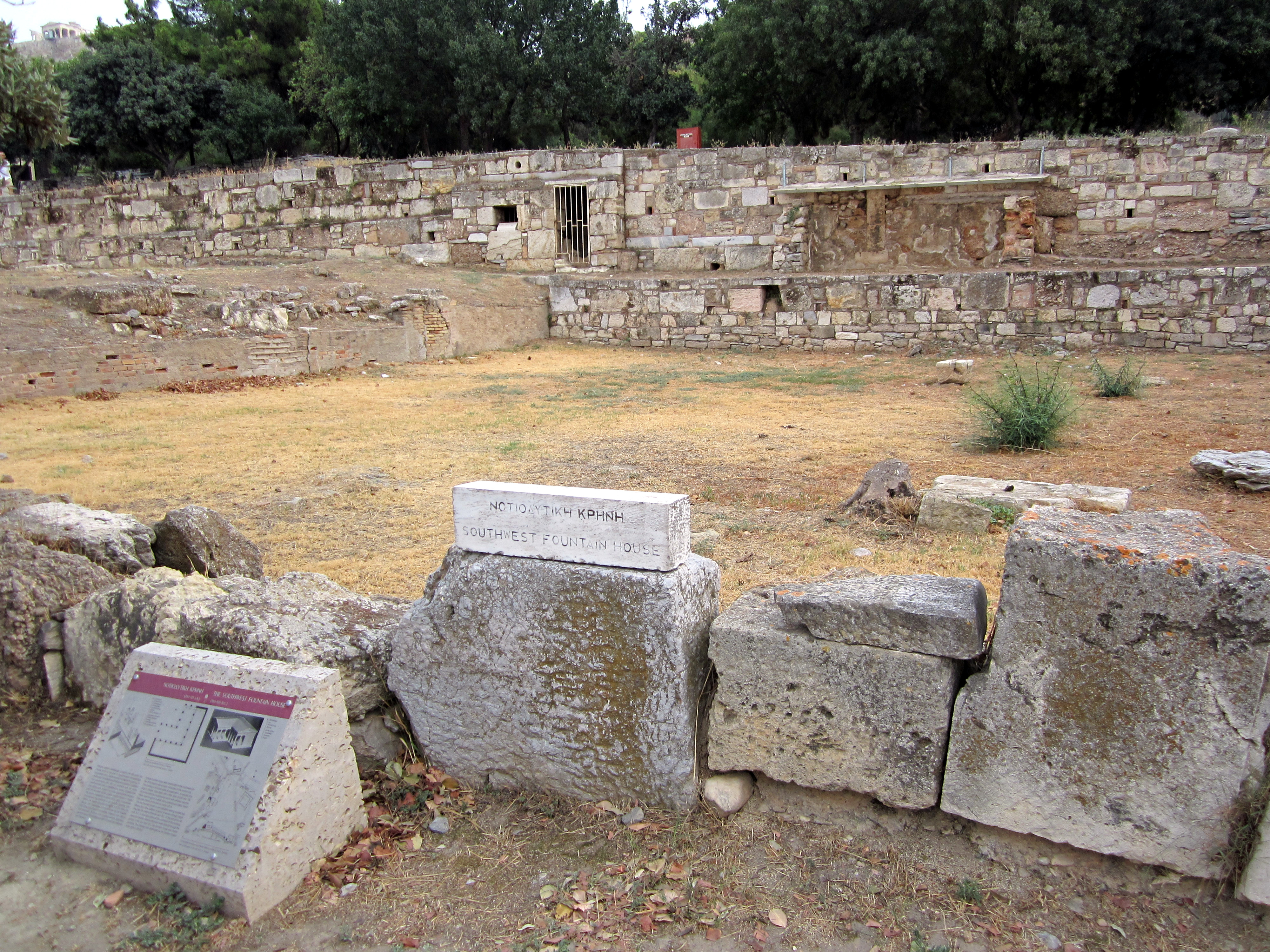
Prendre de l'eau à la fontaine est une des rares raisons admises pour une femme de sortir de la maison. Ici, les restes d'une fontaine près de l'Agora d'Athènes.

Dans la pratique, seules les familles riches auraient pu mettre en œuvre cette idéologie. Les responsabilités des femmes les auraient forcées à quitter la maison fréquemment pour aller chercher de l'eau dans le puits ou laver les vêtements, par exemple. Bien que les familles riches aient pu avoir des esclaves pour permettre aux femmes libres de rester à la maison, la plupart n'auraient pas eu suffisamment d'esclaves pour empêcher les femmes libres de sortir. Selon Gould, même les femmes athéniennes forcées de travailler à l'extérieur du domicile pour des raisons économiques auraient eu une frontière conceptuelle (sinon physique) les empêchant d'interagir avec des hommes non apparentés. En revanche, Kostas Vlassopoulos a argumenté que certaines zones d'Athènes (comme l'Agora) étaient des « espaces libre » où les femmes et les hommes pouvaient interagir.
Même en-dehors des fêtes religieuses, les femmes athéniennes sont autorisées à sortir dans certaines limites. David Cohen écrit : « L'une des activités les plus importantes des femmes incluait la visite ou l'aide d'amis ou de parents », même des femmes riches ne pouvant se permettre de passer toute leur vie à l'intérieur.
La question d'une séparation entre hommes et femmes dans l'espace domestique est sujette à discussion. Certaines sources littéraires suggèrent une division entre un espace des hommes (andrôn) et un espace des femmes (gynécée). Dans Sur le meurtre d’Ératosthène, le client de l'orateur Lysias explique que l'usage des pièces évolue selon les circonstances : « Ma maison a deux étages, dont les appartements sont également distribués : les femmes habitent le haut, et le bas est habité par les hommes. Comme la mère nourrissait son enfant, je craignais que, les soins maternels l'obligeant souvent de monter, elle ne se trouvât exposée à quelque accident ; je me transportai donc en haut, et je fis descendre les femmes ». Xénophon, dans son Économique, dit qu'ils sont au même niveau mais « séparés par une porte verrouillée ». Cependant, cette séparation semble avoir été plus théorique que réelle. Selon Maurice Sartre : « Jamais personne n'a pu mettre en évidence par l'archéologie l'existence d'une séparation au sein de la maison entre les pièces féminines et les autres ».

## Droits légaux
Les résidents d'Athènes sont divisés en trois classes : les Athéniens, les métèques et les esclaves. Chacune de ces classes a des droits et des obligations différentes : les Athéniens par exemple, ne peuvent pas devenir des esclaves, alors que les métèques le peuvent. Nicole Loraux écrit que les femmes athéniennes n'étaient pas considérées comme des citoyennes ; elles n'étaient pas désignées comme « Athéniennes » mais comme « femmes attiques » (Attikai gynaikes), le terme Attikos s'appliquant aux esclaves, aux animaux ou aux objets mais pas aux hommes dotés de citoyenneté, ce qui est une exception dans le monde grec et faisait déjà la perplexité des glossateurs antiques : une femme de Corinthe ou de Sparte était appelée Korinthia ou Lakaina, forme féminisée du terme qui désigne l'homme. Dans plusieurs comédies d'Aristophane, dont Les Thesmophories et Lysistrata, les femmes simulent une assemblée citoyenne mais il s'agit d'un effet comique et elles n'y sont pas désignées comme « Athéniennes » mais comme « peuple des femmes attiques » ou « peuple féminin ». Cependant, cette thèse est contestée : Eva Cantarella fait valoir que les deux mots grecs utilisés pour désigner la citoyenneté, astè et politis, étaient utilisés pour désigner les femmes athéniennes. Josine Blok soutient que le service militaire et la participation politique ne sont pas des conditions préalables à la citoyenneté ; au lieu de cela, dit-elle, c'est la participation à la vie cultuelle qui fait d'une personne un citoyen. Ainsi, selon Blok, les hommes et les femmes étaient pareillement considérés comme des citoyens. De même, Cynthia Patterson dit que si le mot moderne de « citoyen » évoque le partage des droits politiques et judiciaires, les concepts équivalents de l'Athènes classique concernent davantage « l'appartenance à la famille athénienne ».

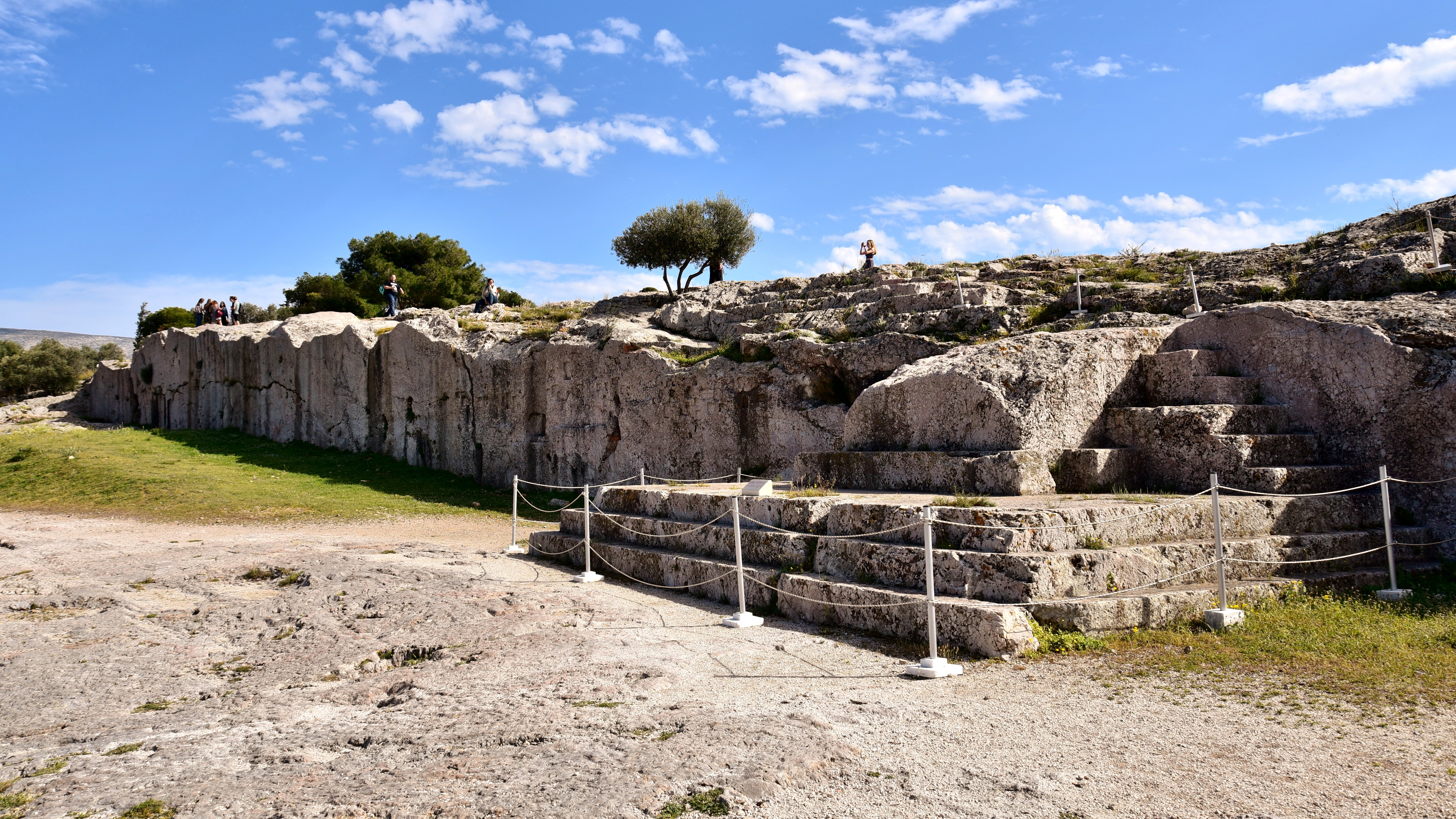
Restes du bêma de Pnyx à Athènes interdit aux Athéniennes, les femmes étant exclues de la vie politique de la cité.

Selon Patterson, dans la plupart des cas, la femme athénienne a les mêmes droits et responsabilités que l'homme athénien. Cependant, la femme athénienne a des incapacités légales importantes par rapport à son homologue masculin. Comme les esclaves et les métèques, elle se voit refuser la liberté politique, étant exclue des tribunaux et de l'Assemblée du peuple. Dans certains cas, si des femmes étaient vues pour commenter la participation de leurs maris à la politique, elles étaient réprimandées. La femme a moins de droit à Athènes qu'à Sparte ou dans les cités crétoises, où elle avait une part d'héritage et pouvait posséder des biens propres. Les droits des femmes métèques étaient plus proches de ceux des hommes métèques : les femmes payaient seulement 6 drachmes par an de capitation, contre 12 payés par leurs homologues masculins, et n'effectuent pas de service militaire, mais cela à part, leurs droits et responsabilités étaient les mêmes que celles des métèques mâles.
Dans les tribunaux athéniens, les jurys sont uniquement composés d'hommes. Les femmes athéniennes ne peuvent pas apparaître comme plaideurs et sont représentées par leurs kyrios ou par tout homme qui le souhaitait. C'est le kyrios qui reçoit le dédommagement si la femme a été lésée ou qui lui inflige le châtiment si elle est jugée coupable. Selon Simon Goldhill, « le tribunal athénien semble avoir été réticent à autoriser une présence féminine dans l'espace civique du tribunal ». Cependant, les femmes métèques peuvent comparaître en justice pour leur propre compte et engager une action en justice.
Dans le domaine politique, les hommes composent l'Assemblée et occupent des fonctions politiques. Bien que les femmes athéniennes aient été empêchées de participer au processus démocratique, Kostas Vlassopoulos écrit qu'elles auraient été exposées au débat politique dans l'agora. En outre, certaines femmes athéniennes semblent s'être impliquées dans les affaires publiques, malgré leur exclusion formelle de l'arène politique. Plutarque, dans sa vie de Périclès, raconte deux histoires sur les actions publiques d'Elpinice. Une fois, dit-il, elle a critiqué Périclès pour avoir fait la guerre à d'autres villes grecques ; à une autre occasion, elle l'a supplié de ne pas poursuivre son frère Cimon pour trahison.

## Place de la femme dans la filiation
Jusqu'à la loi de citoyenneté votée sur la proposition de Périclès en 451-450 av. J.-C., tout enfant de père athénien est considéré comme citoyen athénien. Blok suggère qu'au cours de cette période, il est légalement possible qu'un enfant soit considéré comme un citoyen athénien par le biais d'une mère athénienne, même avec un père non citoyen ; elle admet toutefois que cela serait exceptionnel. Cependant, d'autres historiens ne sont pas d'accord. K. R. Walters, par exemple, rejette explicitement la possibilité, faisant valoir que sans père citoyen, un enfant n'avait aucun moyen d'accéder à un dème ou à une phratrie. Blok suggère que l'enfant aurait pu à la place être inscrit dans le dème et la phratrie du grand-père maternel. Après l'adoption de la loi sur la citoyenneté de Périclès, J. Roy pense que l'importance de la femme athénienne semble avoir augmenté, même si elle n'a acquis aucun droit supplémentaire. Au contraire, selon Loraux, la loi de Périclès n’implique aucune reconnaissance de la filiation maternelle mais seulement le fait que la mère est fille d'un citoyen. Selon Maurice Sartre, cette loi, peu conforme à notre idée de la « démocratie », visait peut-être à pénaliser les grandes familles aristocratiques qui avaient une tradition d'intermariage avec des familles de même rang dans d'autres cités, mais elle servait surtout, dans l'espace de la cité, à limiter le nombre des citoyens ayant part aux avantages de la vie civique : distribution de blé, d'argent, de lots de terre dans les cités conquises (clérouquies). Son application a pu être moins stricte pendant la crise démographique due à la guerre du Péloponnèse et à la peste d'Athènes mais, au lendemain de la guerre, les enfants nés de mère étrangère sont ravalés au rang de bâtard ou metroxenos (« étranger par la mère »).
Selon Maurice Sartre, la femme athénienne est une « éternelle mineure » qui reste toujours sous la tutelle d'un kyrios masculin, père, mari, puis frère ou fils en cas de veuvage ou divorce. Elle n'a habituellement aucune part à l'héritage paternel : elle reçoit seulement une dot au moment du mariage, qui lui est restituée en cas de divorce. C'est seulement si la femme n'a aucun frère qu'elle peut transmettre une part du patrimoine paternel : elle est dite épiclère et tenue d'épouser un homme parent de sa lignée paternelle. Si l'oncle ou cousin paternel est déjà marié et que le patrimoine en jeu est important, il a intérêt à divorcer de sa première épouse mais il est tenu d'assurer le remariage de celle-ci.

## Religion
La religion est le seul domaine de la vie publique auquel la femme peut participer librement ; selon Christopher Carey, « c'est le seul domaine de la vie grecque dans lequel une femme est l'égal d'un homme ». Les activités religieuses de la femme, y compris la responsabilité de deuil lors des funérailles, sont un élément indispensable de la société athénienne. La femme athénienne ou non athéniennes participe à des activités religieuses publiques. Les mystères éleusiniens contrôlés par l'État, par exemple, sont ouverts à toutes les personnes parlant grec, hommes et femmes, libres et non libres.

### Culte d'Athéna

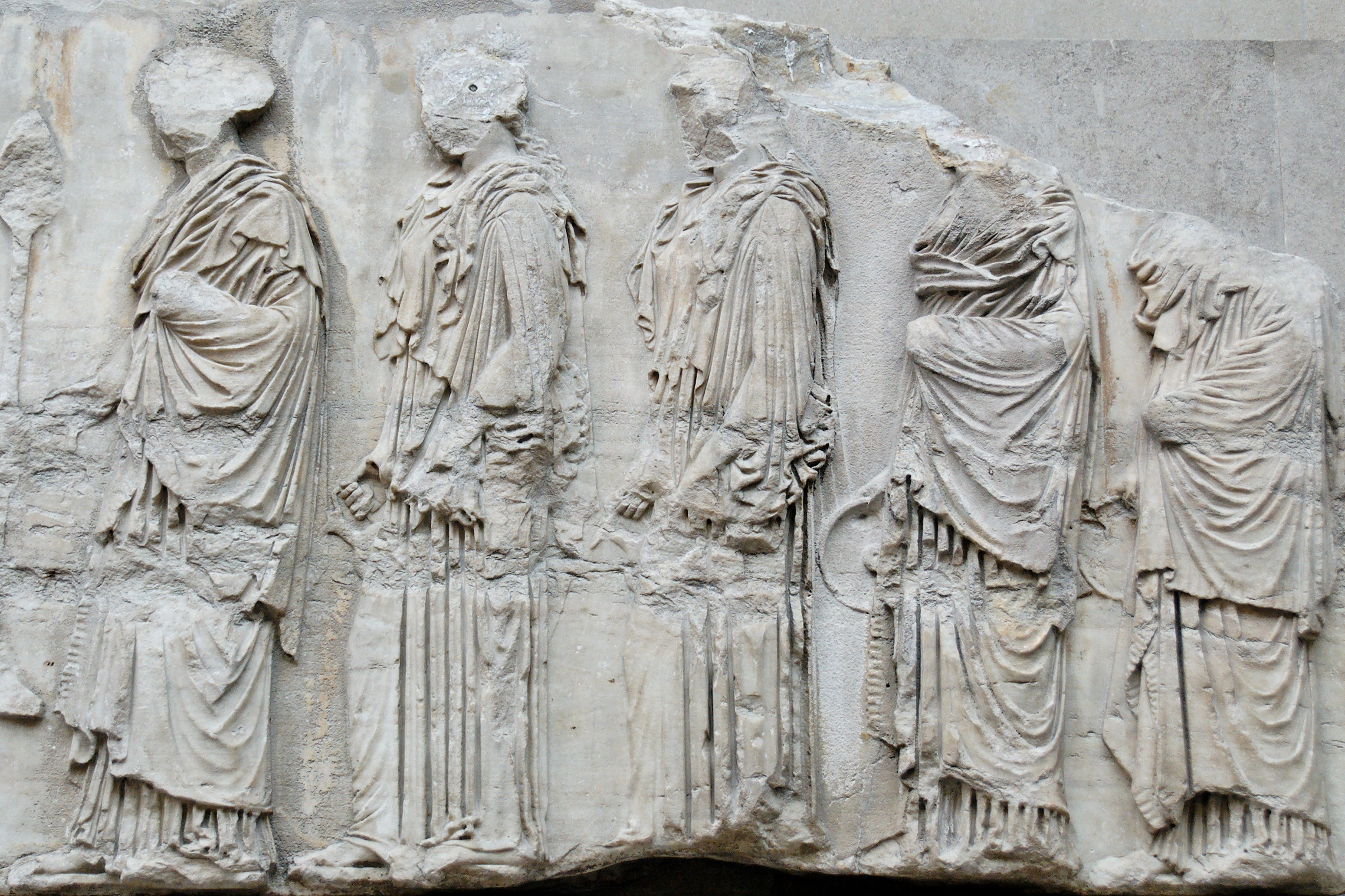
La Grande Panathénée est la fête religieuse la plus importante d'Athènes : la frise du Parthénon montre la grande procession vers l'Acropole. Dans cette section, la fille principale porte un brûleur d'encens ; celles qui la suivent, des cruches pour verser des libations.

Le culte d'Athéna Poliade, déesse éponyme de la ville, est au cœur de la société athénienne, renforçant la moralité et maintenant la structure de la société. La prêtrise d'Athéna est une position de grande importance et la prêtresse peut utiliser son influence pour soutenir des positions politiques. Selon Hérodote, lors de l'invasion perse, avant la bataille de Salamine, la prêtresse d'Athéna encourage l'évacuation de la ville en disant aux Athéniens que le serpent sacré de la déesse, qui vivait sur l'Acropole, était déjà parti.
La fête la plus importante d'Athéna à Athènes est la Petite Panathénée, organisée chaque année et ouverte aux deux sexes. Les hommes et les femmes n'y sont apparemment pas séparés lors de la procession conduisant les animaux sacrifiés à l'autel, partie la plus importante de la fête sur le plan religieux. Les métriques, hommes et femmes, ont également joué un rôle dans le cortège panathénaïque. Dans la procession, les jeunes filles nobles (kanephoroi) portaient des paniers sacrés. Les filles devaient être vierges ; empêcher une candidate d'être sélectionnée revenait, selon Pomeroy, à remettre en cause sa réputation. Ainsi, la sœur d'Harmodios aurait été rejetée comme kanephoros par les fils du tyran Pisistrate, amenant Harmodios et son ami Aristogiton à organiser l' assassinat d'Hipparque, successeur de Pisistrate.
Chaque année, les femmes d'Athènes tissent de nouveaux péplos pour une statue en bois d'Athéna. Tous les quatre ans, pour la Grande Panathenaea, les péplos sont destinés à une statue d'Athéna beaucoup plus grande et peuvent être utilisés comme voile. La tâche est commencée par deux filles choisies parmi celles âgées de sept à onze ans, et terminée par d'autres femmes.

### Fêtes féminines

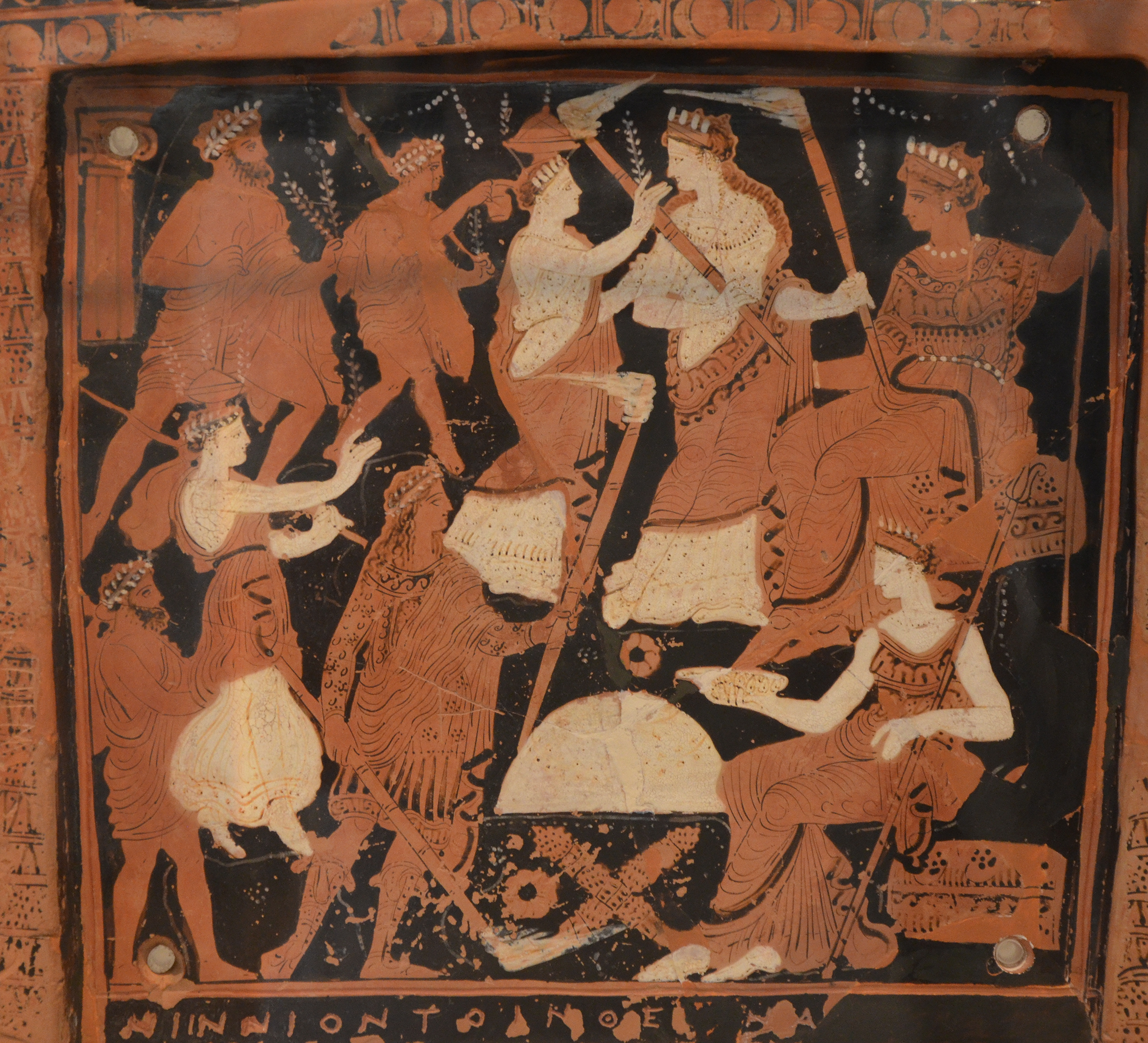
Hommes et femmes célébrant en commun les Mystères d'Éleusis en l'honneur de Déméter, Éleusis, milieu du IVe s. av. J.-C.

Les femmes ont pu participer à presque toutes les fêtes religieuses d'Athènes classique, mais certaines fêtes importantes étaient réservées aux seules femmes. La plus importante est celle des Thesmophories, un rite de fertilité pour Déméter observé par les femmes mariées. Pendant le festival, les femmes restaient pendant trois jours dans le sanctuaire de Déméter, au sommet d'une colline, pour mener des rites et célébrer. Elle était réservée aux seules épouses légitimes de citoyens. Bien que les rituels spécifiques des Thesmophories soient inconnus, des porcs étaient sacrifiés et enterrés et les restes de ceux sacrifiés l'année précédente offerts à la déesse.
La plupart des fêtes féminines sont consacrés à Déméter mais certaines (y compris les Brauronies et les Arrhéphories) rendent hommage à d'autres déesses. Ces deux fêtes sont des rites de passage de la jeune fille à la femme adulte. Lors des Brauronies, les filles sont consacrés à Artémis de Brauron avant le mariage dans les Arrhéphories, les filles Arrhephoroi qui ont passé l'année précédente à servir Athéna quittent l'Acropole par un passage près du sanctuaire d'Aphrodite en transportant des paniers remplis d'objets inconnus.

### Théâtre
Le festival athénien de la Grande Dionysie comprenait cinq jours de représentations dramatiques au théâtre de Dionysos, et les Lénéennes a un concours dramatique dans le cadre de son festival. La question de savoir si les femmes étaient autorisées à assister au théâtre pendant ces festivals a fait l'objet d'un long débat de la part des classiques pour savoir si le théâtre était considéré comme un évènement religieux ou civique.
Jeffrey Henderson écrit que des femmes étaient présentes dans le théâtre, citant les Lois de Platon et Gorgias disant que le drame s'adressait aux hommes, aux femmes et aux enfants. Henderson mentionne plusieurs anecdotes citées par les Anciens, telles que l'histoire selon laquelle les Euménides d'Eschyle ont effrayé des femmes dans le public au point de leur faire faire une fausse couche. La présence de femmes au théâtre d'Athènes est attestée dans les rituels athéniens, en particulier ceux associés à Dionysos.
Selon Simon Goldhill, les preuves sont peu concluantes. Goldhill écrit que le théâtre peut être considéré comme un évènement social et politique analogue à l'Assemblée et à la salle d'audience, et les femmes peuvent avoir été exclues. David Kawalko Roselli écrit que bien que la perspective de Goldhill soit précieuse, il ne la juge pas suffisamment crédible. Si les femmes ont assisté au théâtre, elles se sont peut-être assises séparément des hommes.
Le théâtre était aussi le lieu de débats sur la place des femmes dans la cité. Dans Hippolyte, tragédie d'Euripide, le personnage éponyme tient un discours véhément contre les femmes qui, selon lui, ne devraient pas exister et sont d'autant pires qu'elles ont plus d'esprit ; il est vrai qu'il parle par rancune envers sa belle-mère Phèdre. Dans Les Thesmophories, les femmes, réunies pour la fête de Déméter, tiennent une parodie d'assemblée démocratique où elles discutent du châtiment à imposer à Euripide, « ennemi du peuple féminin », mais surtout revendiquent le droit à se soûler et avoir des amants.

### Religion privée

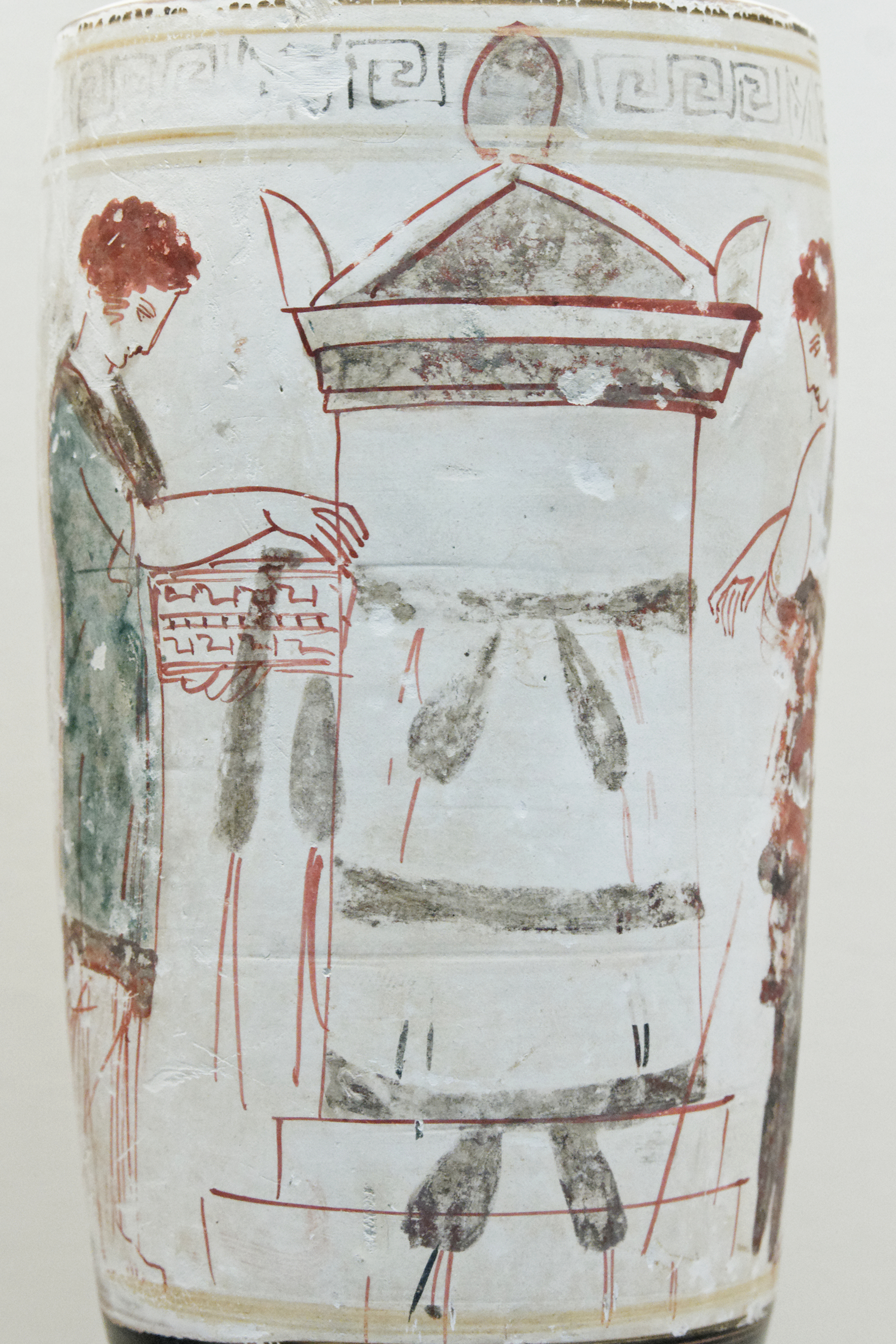
Dans l'Athènes classique, les femmes étaient responsables de visiter les tombes avec des offrandes, comme le montre ce lécythe.

Parallèlement aux principaux rituels religieux communautaires, les femmes ont joué un rôle important dans la religion domestique. Elles célèbrent les rites, les mariages, les accouchements et les funérailles. Elles participent à un certain nombre de rituels privés pour préparer et célébrer le mariage et jouent un rôle majeur dans les rituels funéraires et de deuil.
Avant le mariage, les filles font des offrandres à Artemis, souvent des jouets d'enfance et des mèches de cheveux. Avec Artemis, les filles font des sacrifices avant le mariage à Gaia et Uranus, les Érinyes et Moires, et à leurs ancêtres. Il est habituel pour la mariée de se baigner avant son mariage ; des bocaux appelés loutrophoroi sont utilisés pour puiser l'eau, et sont ensuite dédiés aux nymphes. Par exemple, dans un sanctuaire à une nymphe sur le versant sud de l'Acropole à Athènes, de nombreux fragments de loutrophoroi ont été découverts avec le mot Nymphe inscrit dessus.
À l'époque classique, des lois désignent les femmes qui peuvent pleurer lors des funérailles ; les personnes en deuil doivent être cousines du défunt ou proches de lui. Les femmes ont influencé les arrangements funéraires, le conférencier d'Isaeus On the Estate of Ciron explique qu'il avait accédé aux souhaits de sa grand-mère sur la manière dont son grand-père serait enterré. Cette responsabilité s'est poursuivie après les funérailles et les femmes ont régulièrement visité les tombes des membres de la famille pour présenter des offrandes. Une tombe était habituellement visitée trois, neuf, trente jours et un an après les funérailles. Des images sur des lécythes attiques montrent des femmes apportant des offrandes dans une tombe.

## Activité économique

### Participation à la vie économique
Le pouvoir économique de la femme athénienne est légalement limité. Les historiens ont traditionnellement considéré que la femme grecque antique, en particulier dans l'Athènes classique, manque d'influence économique. Il lui est interdit de conclure un contrat d'une valeur supérieure à un médimne d'orge, de quoi nourrir une famille moyenne pendant six jours. Dans au moins un cas, cependant, une femme athénienne est connue pour avoir traité une somme beaucoup plus importante et Deborah Lyons écrit que l'existence d'une telle loi peut être remise en question. Malgré cela, rien ne prouve que la femme athénienne possédait des terres ou des esclaves (les deux formes de propriété les plus précieuses).
Bien que la femme athénienne ne soit pas légalement autorisée à disposer de grosses sommes d'argent, elle a souvent de grandes dots. Le revenu d'une dot pourrait être important. Plus la dot d'une femme est importante par rapport à la richesse de son mari, plus elle est susceptible d'avoir une influence dans le ménage puisqu'elle conserve la dot si le couple se sépare. La femme athénienne peut également acquérir des biens par héritage si elle est le parent survivant le plus proche, mais ne peut pas acquérir ou disposer de biens par contrat.
Les respectables femmes athéniennes sont restées séparées des hommes non apparentés et les citoyens athéniens considéraient qu'il était dégradant pour les citoyennes de travailler mais les femmes (libres et non libres) sont attestées comme travaillant à plusieurs titres. Les femmes exerçaient des professions qui étaient une extension des emplois ménagers, tels que le travail du textile et la lessive et celles sans rapport avec les tâches ménagères : cordonniers, doreurs, tisserands, potiers et palefreniers.
Certaines citoyennes athéniennes étaient des commerçantes et la loi athénienne interdisait à quiconque (homme ou femme) de critiquer la vente sur le marché,. Les femmes seraient également allées au marché pour acheter des marchandises ; bien que les femmes riches possédaient des esclaves qu'elles pouvaient envoyer faire des courses, les femmes pauvres allaient elles-mêmes au marché.

### Prostitution
Dans l'Athènes classique, la prostitution féminine était légale, quoique peu recommandable, et était taxée. Les prostituées d'Athènes étaient soit pornai, soit hetairai (« compagnons », un euphémisme pour une prostitution de classe supérieure). Bien que beaucoup étaient des esclaves ou des métis (la création de maisons closes appartenant à l'État gérées par des esclaves auraient fait partie des réformes de Solon), des femmes nées à Athènes ont également travaillé dans le commerce du sexe dans la ville. Les pornai faisaient apparemment facturer une à six oboles chaque acte sexuel ; les hetairai étaient plus susceptibles de recevoir des cadeaux et des faveurs de leurs clients, leur permettant de maintenir une fiction, qu'elles n'étaient pas rémunérées pour le sexe.
Les prostituées étaient souvent louées par les hôtes des symposiums comme divertissement pour les invités, comme on le voit dans les peintures de céramiques à figures rouges. Les prostituées pour le divertissement masculin ont également été dessinées sur des tasses à boire comme des pin-ups. Des danseuses et des musiciens divertissant lors de colloques auraient pu être agressés sexuellement ; dans la comédie d'Aristophane Les Thesmophories, une danseuse est traitée comme une prostituée et Euripide donne une drachme à un gardien afin d'avoir des relations sexuelles.
Hetairai pourrait designer la femme la plus indépendante, la plus riche et la plus influente d'Athènes et pourrait nouer des relations à long terme avec des hommes riches et puissants. Les hetairai les plus prospères étaient libres de choisir leurs clients et devenaient parfois les concubines de leurs anciens clients.
Les prostituées athéniennes ont probablement commis un infanticide plus fréquemment que les citoyennes mariées ; Sarah Pomeroy suggère qu'elles auraient préféré les filles, qui pouvaient devenir des prostituées. Certaines prostituées ont également acheté des esclaves et formé des enfants abandonnés pour travailler dans la profession.

### Source de traduction
- (en) Cet article est partiellement ou en totalité issu de l’article de Wikipédia en anglais intitulé « Women in Classical Athens » (voir la liste des auteurs).